# Heinde
Heinde ist ein Ortsteil der Stadt Bad Salzdetfurth in Niedersachsen. Das Dorf liegt am Fluss Innerste.

## Geschichte
Der Ortsname leitet sich von den früheren Bezeichnungen Henithi und später Henede ab. Ortsnamen der -ithi-Gruppe sind im zweiten nachchristlichen Jahrhundert aufgekommen. Die erste schriftliche Erwähnung des Ortes findet sich auf einer Hildesheimer Schenkungsurkunde aus dem Jahr 1146, in ihr überließ Bischof Bernward von Hildesheim dem Godehardikloster zwei Hufen Land bei „Henede“. Tempelritter Aschwin von Wallmoden erhielt 1307, nach der Auflösung des Templerordens durch Papst Clemens V., die Herrschaft Heinde als Lehen des Hildesheimer Bischofs. 1568 wurde in Heinde die Reformation eingeführt.
Der preußische Staatsreformer Freiherr vom Stein heiratete in der Heinder Kirche am 8. Juni 1793 Wilhelmine von Wallmoden-Gimborn, eine Heinderin. An die Heirat erinnert eine Gedenktafel neben der Kirche. Im Jahre 1883 ging das Rittergut im Erbweg auf Graf Oswald von Kielmansegg und dessen Nachkommen über, wie auch 1897 das benachbarte Rittergut Walshausen.
Zu Beginn des 20. Jahrhunderts zählte Heinde 583 Einwohner und verfügte über eine Molkerei und eine Ziegelei.
Am 1. März 1974 wurde Heinde in die Stadt Bad Salzdetfurth eingegliedert.

## Politik
Der Ortsrat, der den Ortsteil Heinde vertritt, setzt sich aus sieben Mitgliedern zusammen. Die Ratsmitglieder werden durch eine Kommunalwahl für jeweils fünf Jahre gewählt.
Bei der Kommunalwahl 2021 ergab sich folgende Sitzverteilung:
- SPD: 3 Sitze (−1)
- CDU: 2 Sitze (−1)
- Wgem. "unser Bad Salzdetfurth - logisch!": 2 Sitze (+2)

## Ortsbürgermeister
Ortsbürgermeister ist Kai Schwetje (SPD).

## Kultur und Sehenswürdigkeiten
- Die auf einer Anhöhe erbaute Kirche von Heinde war, wie der romanische Turm mit Schießscharten andeutet, ursprünglich eine Wehrkirche. Das Kirchenschiff mit seinem Holztonnengewölbe wurde 1712–1716 erbaut, in ihm fallen vor allem der barocke Kanzelaltar von 1717 und einige Gemälde auf.[7] Die Orgel von 1858 befindet sich über dem Altar. Die Kirche ist von mehreren markanten alten Bäumen umgeben, von denen einer – eine Blutbuche – 1896 zum 350. Todestag Martin Luthers gepflanzt wurde.
- Das 1616 erbaute Pfarrhaus.
- Barockes Gutshaus (1781) der Grafen von Kielmannsegg
- Altes Gefängnis, um 1700 aus Sandstein mit einem Zeltdach erbaut. Seine Fläche beträgt nur 9 m², und das einzige Fenster befindet sich in 2,40 m Höhe, während der Fußboden um 80 cm abgesenkt ist[8].
- Wasserpforte in der Mauer am Friedhof. Hierbei handelt es sich möglicherweise um die Reste der Umfassungsmauer einer Turmhügelburg mit einer Ringmauer.
- Heinder Mühle, ein Beispiel für Industriearchitektur in reizvoller Landschaft. Bereits 1465 bestand hier eine Mühle, der heutige Bau wurde 1881 errichtet.[9] Nach der Aufgabe des Mühlenbetriebes 1957 wurde das Gebäude zu Wohnzwecken umgebaut.
- Gut Walshausen (realisiert von Georg Ludwig Friedrich Laves)
- Lindenallee nach Listringen, die Karl Graf von Wallmoden (1793–1883) anlegen ließ. An ihr wurde ein Denkmal für die Gefallenen der beiden Weltkriege errichtet. Die Allee entspricht in ihrem Verlauf dem Kirchweg – der kürzesten Verbindung – von und nach Listringen. Er stammt aus einer Zeit, als Listringen noch nicht über eine eigene Kirche verfügte.

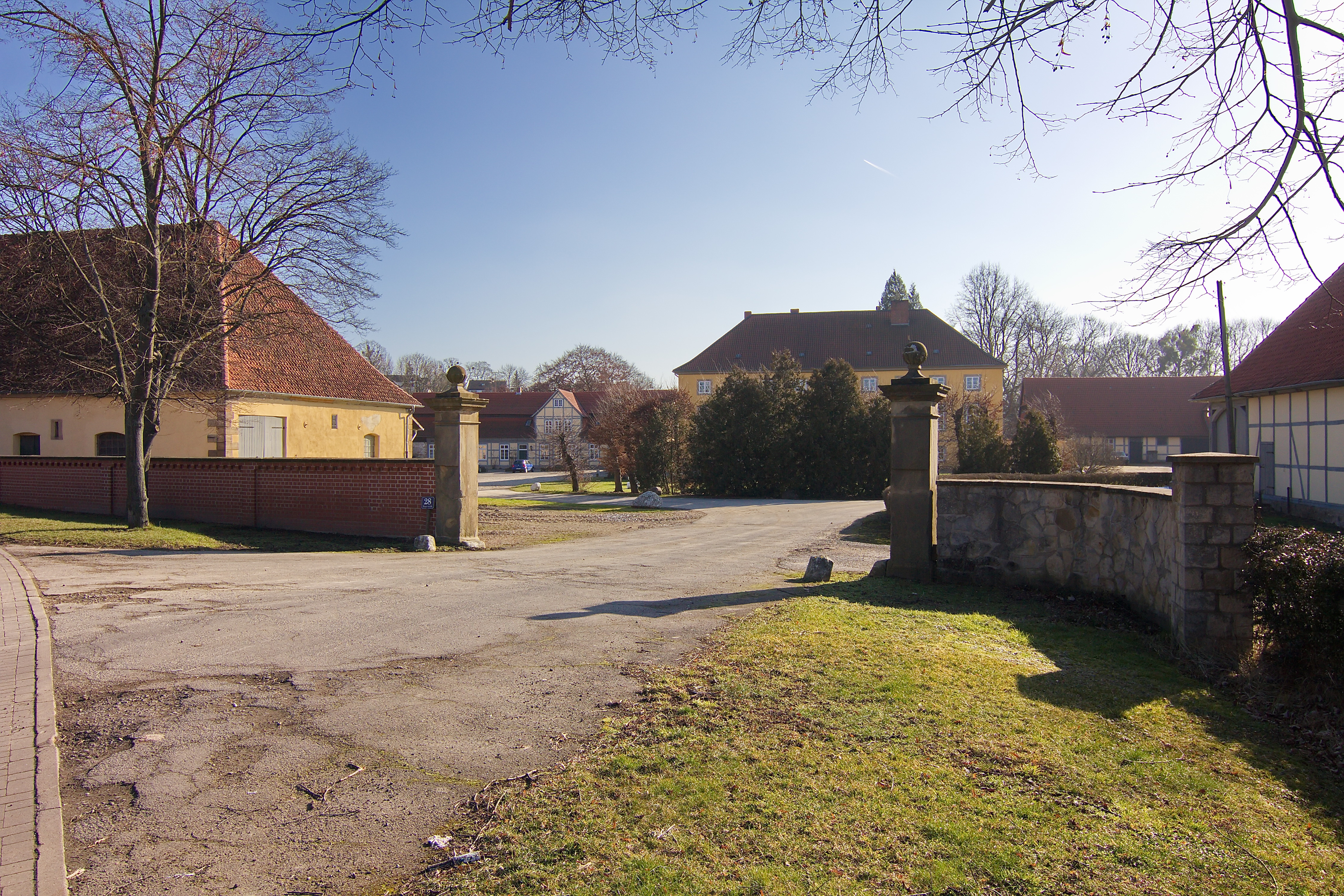
Gut Kielmannsegg
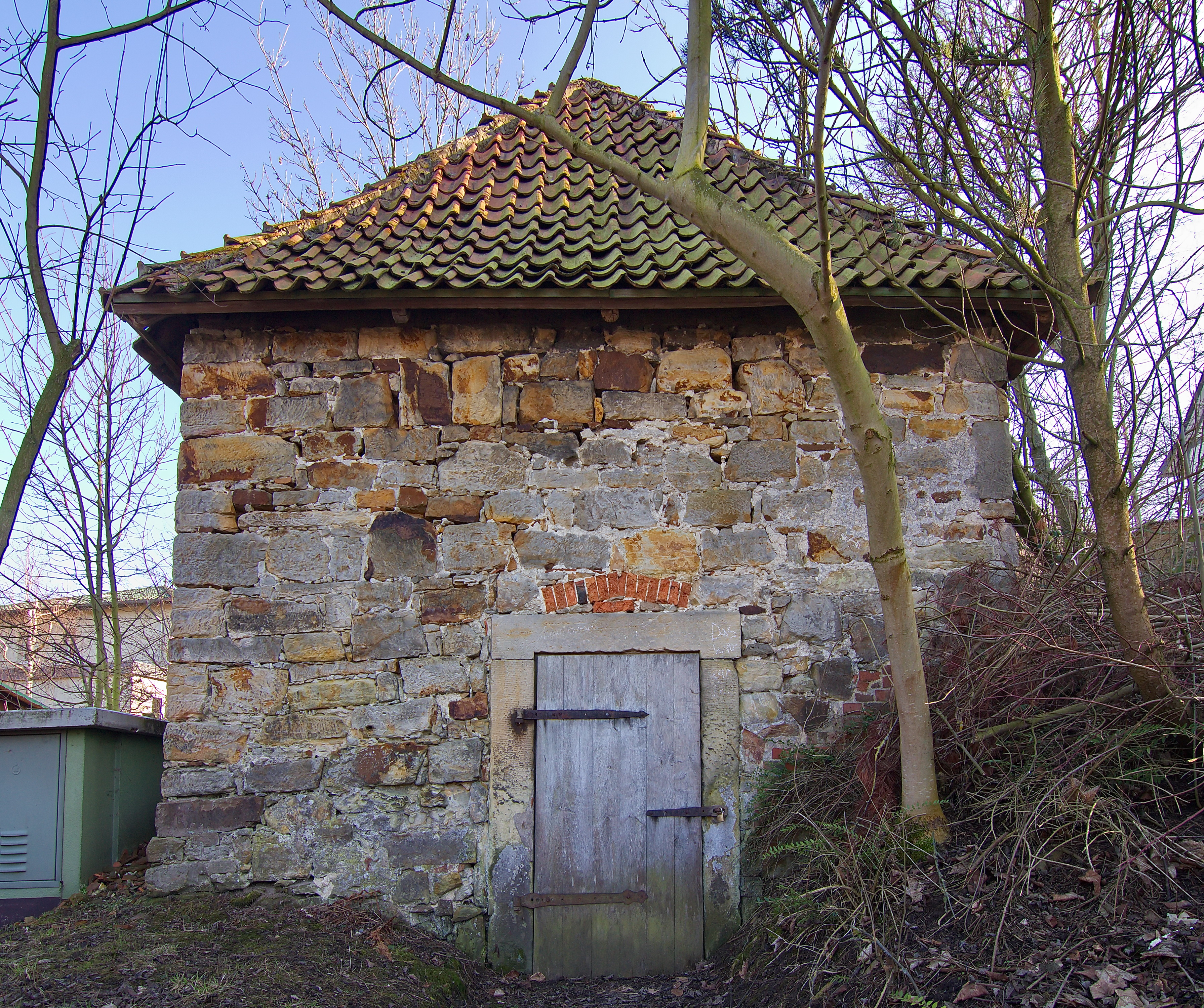
Ehemaliges Gefängnis
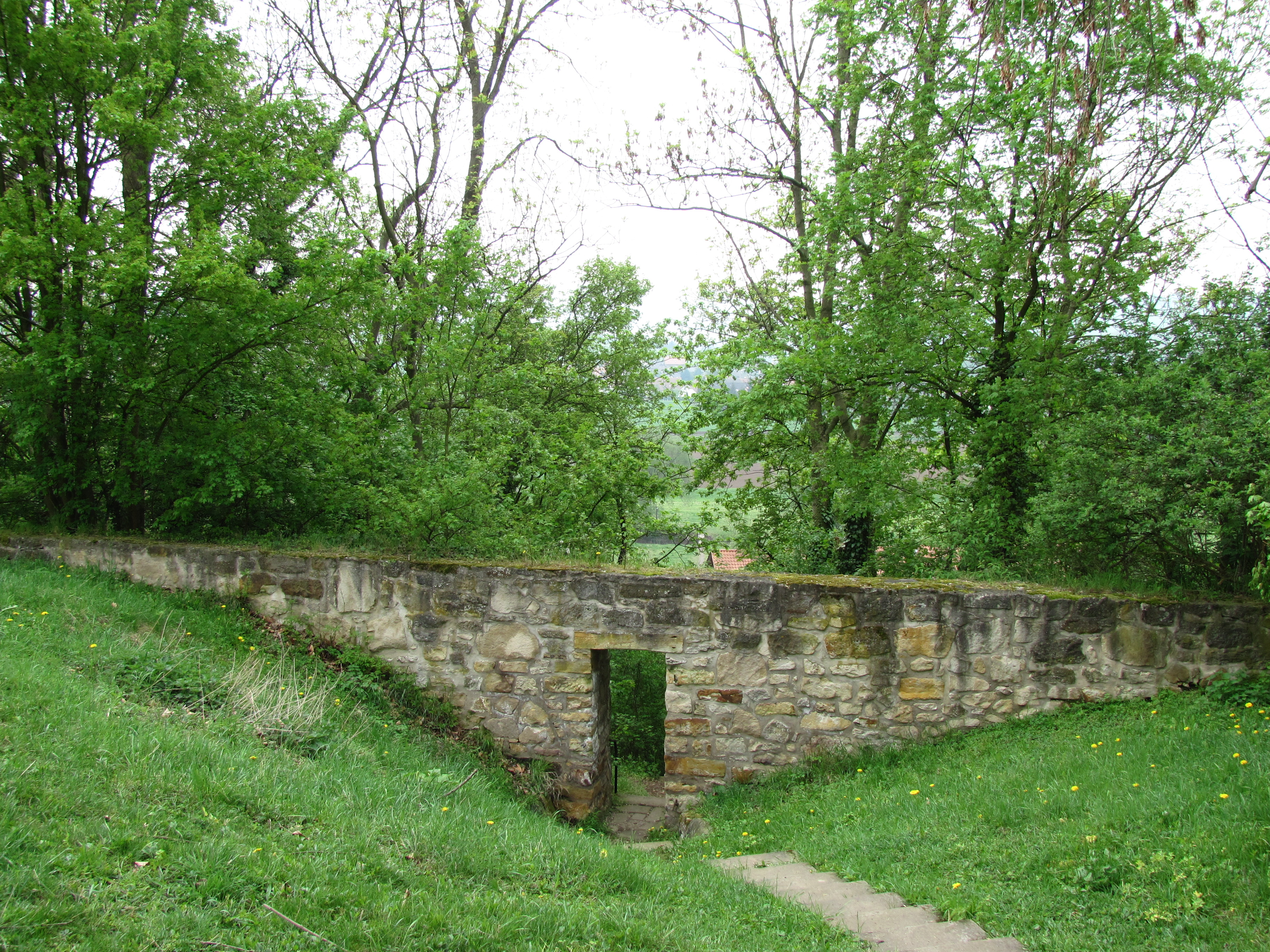
Ringmauer
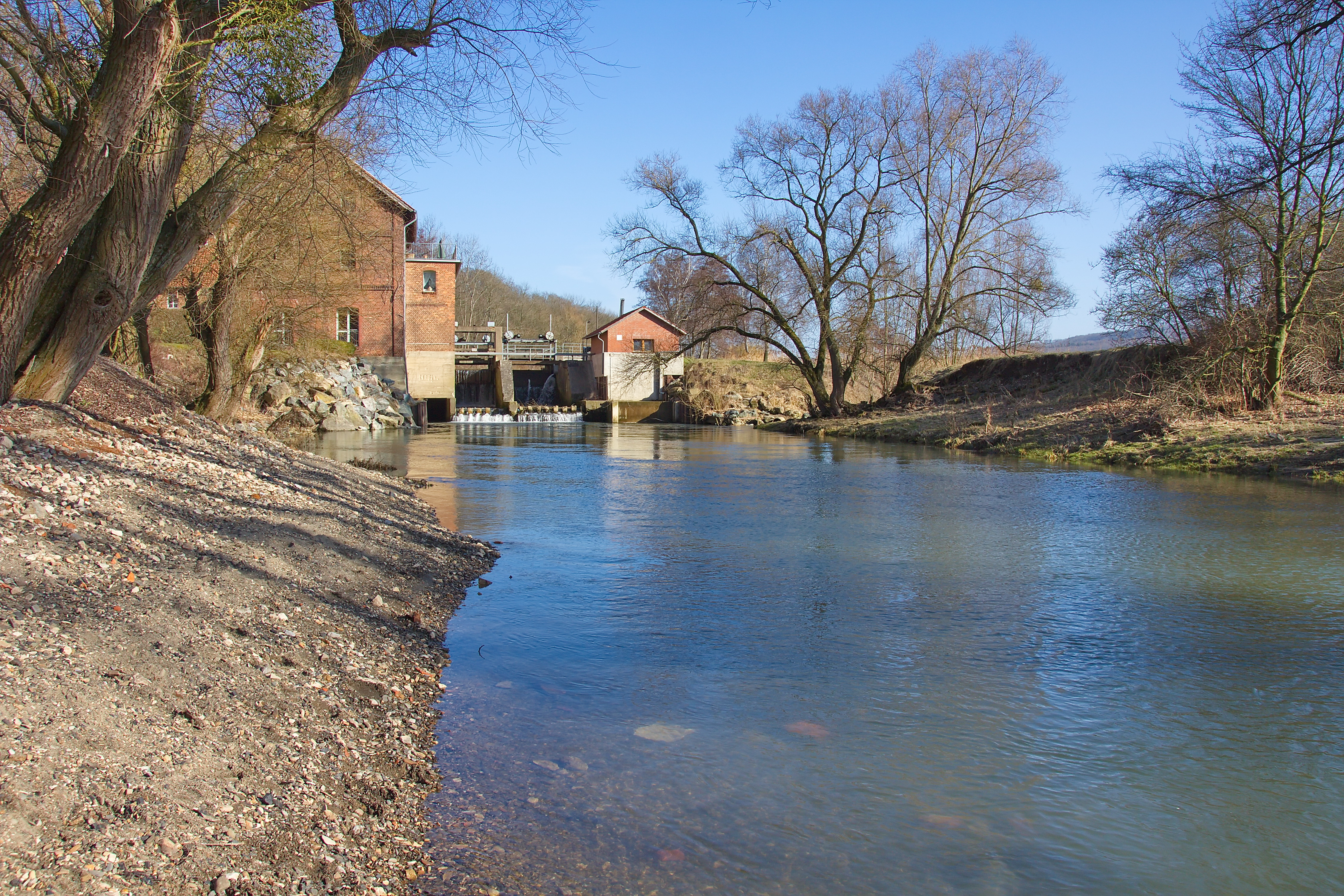
Ehemalige Wassermühle
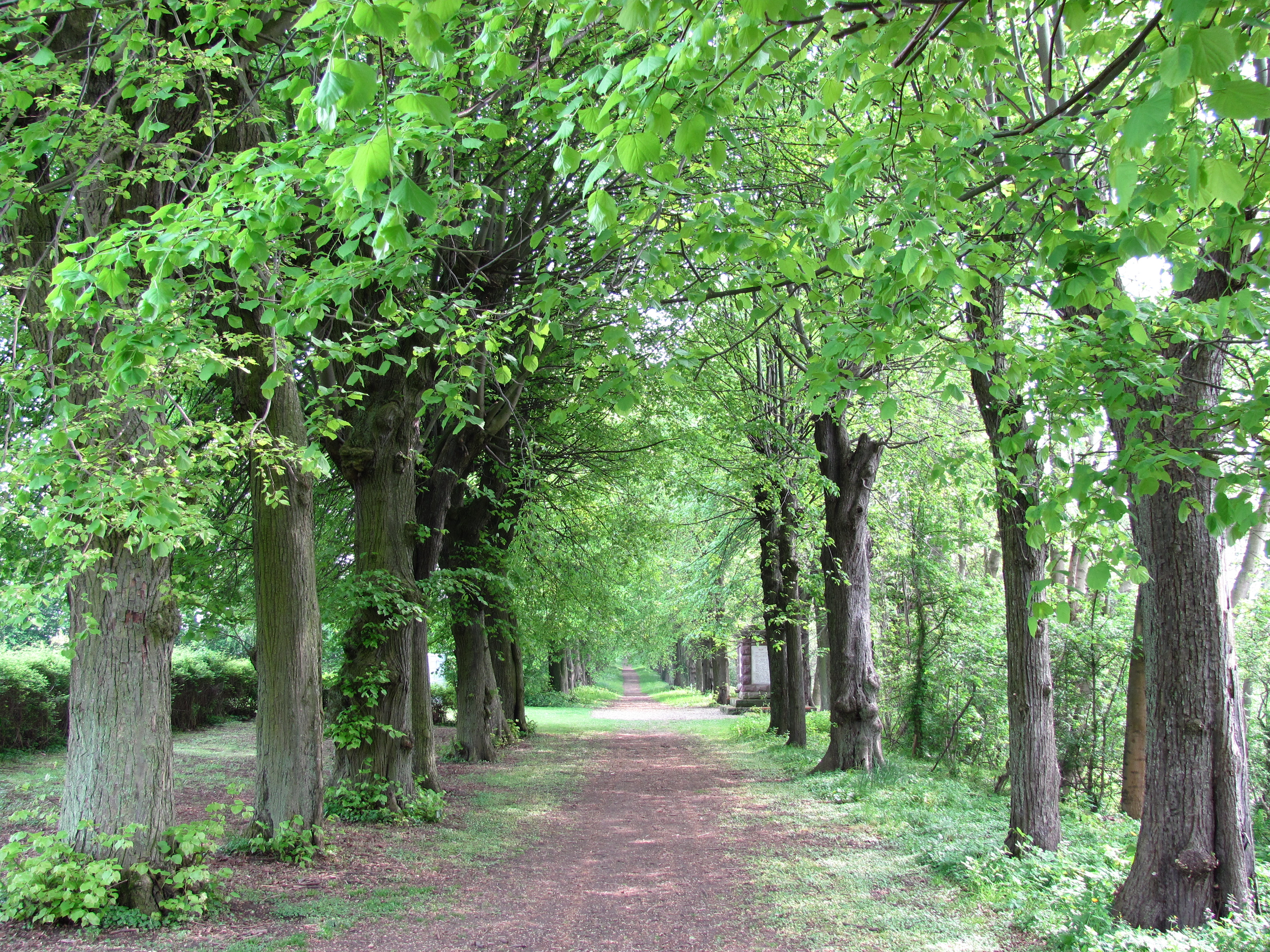
Lindenallee nach Listringen
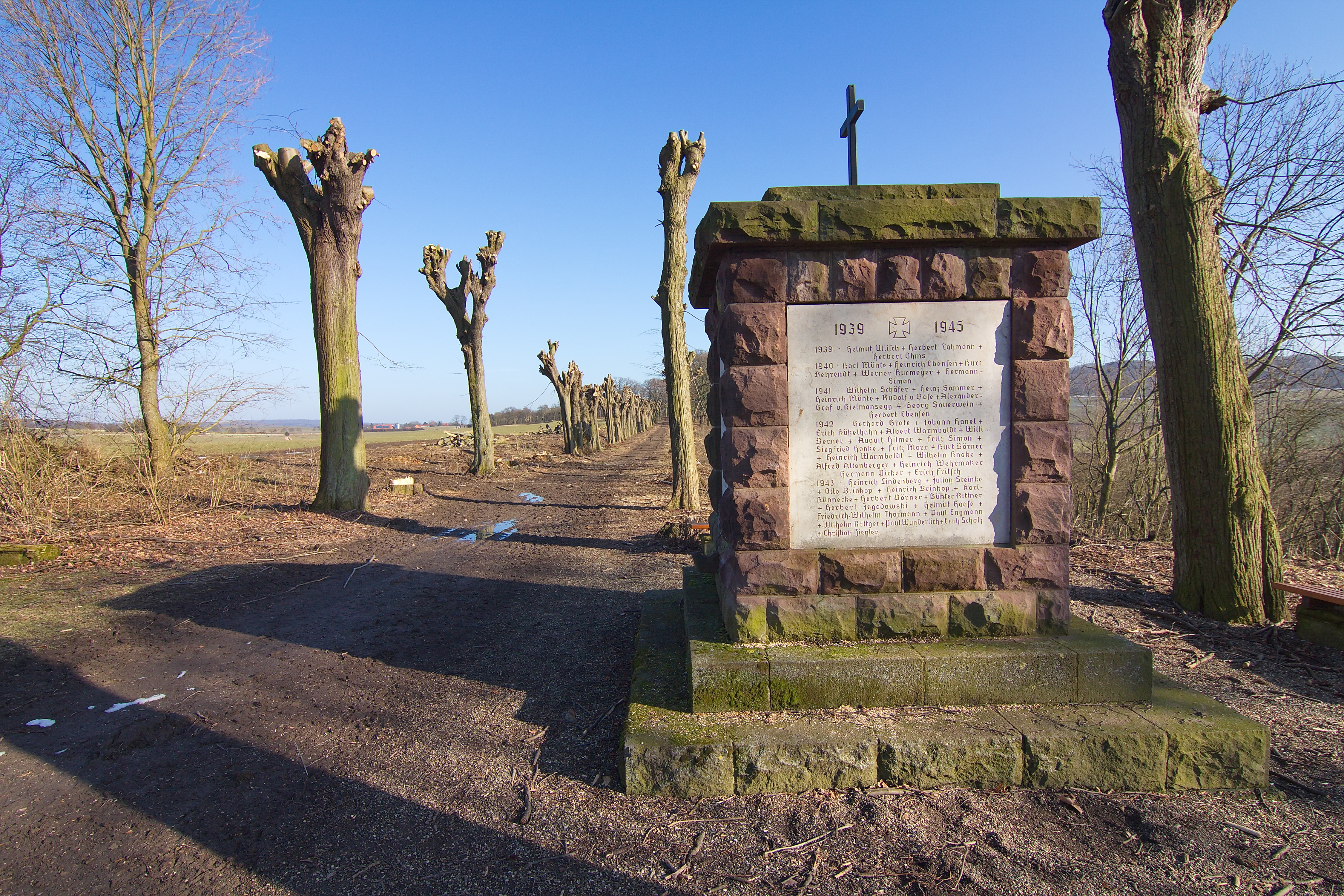
Kriegerdenkmal an der Allee

## Persönlichkeiten
- Carl Huter, Begründer der Psycho-Physiognomik, wurde 1861 in Heinde geboren. Von ihm steht eine Büste auf dem Heinder Kirchberg. Das Geburtshaus An der Wulfeskuhle 7 ist, wenn auch baulich verändert, erhalten geblieben.
- Ernst Knackstedt, deutscher Maschinenbauingenieur, Unternehmer und Generaldirektor der Hein, Lehmann & Co., wurde 1862 in Heinde geboren
- Ernst Adolph, Generalmajor der Wehrmacht, wurde 1873 in Heinde geboren.